# Herbringhauser Talsperre
Die Herbringhauser Talsperre (bis 2006 „Obere Herbringhauser Talsperre“) ist eine Trinkwassertalsperre im Bergischen Land (Nordrhein-Westfalen). Sie wurde von 1898 bis 1901 von der Stadt Barmen gebaut, die damals noch selbständig war und heute zu Wuppertal gehört. Gestaut wird der Herbringhauser Bach. Betreiber waren bis zum 31. Dezember 2015 die Wuppertaler Stadtwerke (WSW), am 1. Januar 2016 ging die Talsperre in den Besitz des Wupperverbands über, der sie zusammen mit der Kerspetalsperre für 46 Mio. Euro von den WSW erworben hatte.

## Beschreibung
In der Anfangszeit des Talsperrenbaus Ende des 19. Jahrhunderts bis Anfang des 20. Jahrhunderts war es in Deutschland üblich, Talsperren nicht nach ihrem aufgestauten Fließgewässer, sondern nach der Stadt zu benennen, zu deren Versorgung sie errichtet wurde. Infolgedessen wird in der zeitgenössischen Literatur die Herbringhauser Talsperre auch als Barmer Talsperre bezeichnet. Später erfolgte eine Umbenennung in die heutige Namenskonvention.
Einige Kilometer unterhalb der Talsperre befand sich kurz vor der Mündung des Herbringhauser Bachs in die Wupper ein weiteres und 2006 aufgelassenes Staubecken, das zur Unterscheidung Untere Herbringhauser Talsperre genannt wurde. Die im Oberlauf befindliche, weitaus größere Talsperre wird nach dem Abriss des unteren Staubeckens nur noch als „Herbringhauser Talsperre“ bezeichnet.
Die Talsperre dient neben der Trinkwasserversorgung auch der Brauchwasserspeicherung und dem Hochwasserschutz für das mittlere Wuppergebiet. Direkt unterhalb der Staumauer liegt das Wasserwerk Herbringhausen. Das Vorbecken Kreuzmühle der Herbringhauser Talsperre vervollständigt das Stausystem.

## Geschichte
Ende des 19. Jahrhunderts suchte die Großstadt Barmen eine Möglichkeit, die unzureichende Trinkwasserversorgung aus Ruhruferfiltrat zu verbessern. Es wurde entschieden, zu diesem Zweck Trinkwassertalsperren zu errichten. Da im Stadtgebiet kein geeigneter Ort für einen solchen Talsperrenbau vorhanden war, erkundete man das Umland außerhalb der Stadtgrenzen. Schnell fiel nach einer unauffälligen Untersuchung des Bereichs die Wahl auf das Herbringhauser Bachtal, das sich auf dem Gebiet der Landgemeinde Lüttringhausen befand.
Ab 1896 kaufte die Großstadt Barmen weitgehend heimlich und ohne den Zweck zu verraten über einen Mittelsmann die erforderlichen 140 ha Grundstücke auf. Dieser Mittelsmann war der Lüttringhauser Bürgermeister Richard Gertenbach, der dafür die jährliche, 1906 beginnende Entnahme vom 100.000 m³ Trinkwasser aus der Talsperre für die Versorgung seiner Gemeinde aushandelte. Ebenfalls aufgekauft wurden die noch vorhandenen wassergetriebenen Eisenhämmer am Unterlauf des Herbringhauser Baches, um Rechtsstreitigkeiten über deren Wasserzufuhr zu vermeiden. Der Grunderwerb fand aufgrund Gertenbachs Verhandlungsgeschicks ohne Zwangsmaßnahmen wie Enteignungen statt.
Die Bauarbeiten begannen 1898 und waren 1901 abgeschlossen. Mit dem Bau beauftragt war ein Beyenburger Bauunternehmer namens Rothstein. Die Staumauer ist eine Gewichtsstaumauer aus Bruchsteinmauerwerk und wurde nach Plänen von Otto Intze gebaut. Der Untergrund besteht aus Schiefergestein. Die Steine für die Mauer und das darunterliegende Filterwerk wurden in dem Steinbruch Zur guten Hoffnung bei Niederdahlhausen gebrochen. Zum Transport des Baumaterials wurde eine 2450 m lange Schmalspurbahnstrecke entlang des Herbringhauser Baches eingerichtet.
1904 wurde nahe der Uferlinie eine Gaststätte oberhalb der Staumauer erbaut, die vor allem Ausflügler als Gäste anzog. Diese als Haus Barmen bekannte Gaststätte wurde 1976 aufgrund verschärfter Wasserschutzrichtlinien abgerissen. Das Gelände um die Talsperre wurde ebenfalls aus Wasserschutzgründen in einem Abstand von ca. 100 m mit einem Zaun umfriedet und aufgeforstet. In dem Wasserschutzgebiet liegende Höfe wie Seringhausen und die Kreuzmühle wurden bei Gelegenheit erworben und niedergelegt.
1926/27 entstand kurz vor der Mündung des Herbringhauser Baches in die Wupper die Untere Herbringhauser Talsperre, die 1928 in Betrieb genommen wurde. Sie sollte weiteres Trinkwasser speichern, für das in der Barmer Talsperre keine Kapazität frei war, und in die obere Talsperre zurückpumpen. Das Pumphaus unterhalb des 2006 abgetragenen Staudamms ist noch erhalten und steht unter Denkmalschutz. Für ihren Bau musste der aus mehreren Wohnhäusern bestehende Weiler Hilgershammer weichen.
Als 1928 das Gesetz über die kommunale Neugliederung des rheinisch-westfälischen Industriegebietes ausgearbeitet wurde und darin die Gründung der Stadt Wuppertal beschlossen wurde, war die Herbringhauser Talsperre der ausschlaggebende Grund dafür, dass das Gebiet um Herbringhausen aus der Gemeinde Lüttringhausen ausschied und Wuppertal zugeschlagen wurde.
Die Staumauer wurde im Laufe ihres Betriebes mehrmals umgebaut und saniert, zuletzt von 2000 bis 2003. Die Mauer erhielt eine wasserseitige Geomembrandichtung (Kunststoffdichtungsbahn), die auf die vorhandene Spritzbetonschale aufgebracht wurde. Sie enthält außerdem einen Kontrollgang und Drainagen. Die Abdichtung mit Kunststoff (sogenanntes Carpi-System) ist eine Neuerung für deutsche Talsperren.
2004 wurden der gesamte Kernbaukörper der Schnellfilteranlage, die Staumauer und die vorgelagerte Stauwasserfläche unter Baudenkmalschutz gestellt.